# Episodi di Law & Order - Unità vittime speciali (diciottesima stagione)

Il cast principale durante la diciottesima stagione:
Raúl Esparza (Rafael Barba), Kelli Giddish (Det. Amanda Rollins), Mariska Hargitay (Ten. Olivia Benson), Ice-T (Det. Odafin Tutuola) e Peter Scanavino (Det. Dominick "Sonny" Carisi Jr.).

La diciottesima stagione della serie televisiva Law & Order - Unità vittime speciali, composta da 21 episodi, è stata trasmessa in prima visione negli Stati Uniti da NBC. La prima parte della stagione (episodi 1-6) è stata trasmessa in prima visione dal 21 settembre al 9 novembre 2016, mentre la seconda (episodi 7-21) è stata trasmessa dal 4 gennaio al 24 maggio 2017.
Il decimo episodio è il numero 400 della serie. 
In Italia la stagione è stata trasmessa in prima visione dal 1º ottobre 2017 al 4 febbraio 2018 su Premium Crime; in chiaro è andata in onda per la prima volta su TOP Crime dal 9 marzo al 10 maggio 2018.
| nº | Titolo originale    | Titolo italiano         | Prima TV USA      | Prima TV Italia  |
| -- | ------------------- | ----------------------- | ----------------- | ---------------- |
| 1  | Terrorized          | Nella morsa del terrore | 21 settembre 2016 | 1º ottobre 2017  |
| 2  | Making A Rapist     | Identificazione errata  | 28 settembre 2016 | 8 ottobre 2017   |
| 3  | Imposter            | L'impostore             | 5 ottobre 2016    | 15 ottobre 2017  |
| 4  | Heightened Emotions | Emozioni amplificate    | 12 ottobre 2016   | 22 ottobre 2017  |
| 5  | Rape Interrupted    | Stupro interrotto       | 26 ottobre 2016   | 5 novembre 2017  |
| 6  | Broken Rhymes       | Una carriera spezzata   | 9 novembre 2016   | 4 novembre 2017  |
| 7  | Next Chapter        | Capitolo successivo     | 4 gennaio 2017    | 12 novembre 2017 |
| 8  | Chasing Theo        | Alla ricerca di Theo    | 11 gennaio 2017   | 19 novembre 2017 |
| 9  | Decline and Fall    | Festa di compleanno     | 18 gennaio 2017   | 26 novembre 2017 |
| 10 | Motherly Love       | Amore materno           | 8 febbraio 2017   | 3 dicembre 2017  |
| 11 | Great Expectations  | Grandi speranze         | 15 febbraio 2017  | 10 dicembre 2017 |
| 12 | No Surrender        | Mai arrendersi          | 22 febbraio 2017  | 17 dicembre 2017 |
| 13 | Genes               | Di padre in figlio      | 22 marzo 2017     | 24 dicembre 2017 |
| 14 | Net Worth           | Patrimonio netto        | 29 marzo 2017     | 31 dicembre 2017 |
| 15 | Know It All         | Nessun segreto          | 5 aprile 2017     | 7 gennaio 2018   |
| 16 | The Newsroom        | La redazione            | 26 aprile 2017    | 14 gennaio 2018  |
| 17 | Real Fake News      | Vere notizie false      | 3 maggio 2017     | 21 gennaio 2018  |
| 18 | Spellbound          | Stregata                | 10 maggio 2017    | 28 gennaio 2018  |
| 19 | Conversion          | La conversione          | 17 maggio 2017    | 28 gennaio 2018  |
| 20 | American Dream      | Il sogno americano      | 24 maggio 2017    | 4 febbraio 2018  |
| 21 | Sanctuary           | Il santuario            | 24 maggio 2017    | 4 febbraio 2018  |

## Nella morsa del terrore
- Titolo originale: Terrorized
- Diretto da: Alik Sakharov
- Scritto da: Rick Eid, Julie Martin

### Trama
Mentre Olivia Benson è al parco con Noah, trova un bambino da solo, al momento di aiutarlo lui cerca qualcosa nella tasca di uno zaino, che si scopre avere al suo interno ha una pistola. La squadra inizia ad indagare sulla vita del bambino ed arriva ad una casa vuota, che nasconde un vero arsenale da guerriglia. La SVU ritiene che dietro tutto forse ci sia un gruppo terroristico di matrice islamica. L'obiettivo potrebbe essere un concerto pubblico, dove si recano delle volanti, ma Tom Flannery, un agente fuori servizio arriva prima, venendo però ucciso dal padre del bambino, un terrorista. La madre, che si chiama Ana Kapic, profuga bosniaca, viene intanto fermata ed interrogata. Al processo vengono fuori alcuni fatti che la identificano, oltre che come collaboratrice dei terroristi, anche come vittima di stupro. Il vicecapo Dodds intanto, ancora scosso dalla morte del figlio Mike, spinge per una condanna schiacciante.
● Guest star: Elizabeth Marvel (avvocatessa Rita Calhoun), Robert John Burke (Capitano Ed Tucker), Marc Damon Johnson (agente FBI Dan Conley), Thom Bishops (Armin Sidran), Natia Dune (Ana Kapic)

## Identificazione errata
- Titolo originale: Making a Rapist
- Diretto da: Michael Pressman
- Scritto da: Kevin Fox

### Trama
Quando un kit per stupro del DNA viene riesaminato 16 anni dopo, l'uomo originariamente condannato per il crimine, Sean Roberts, viene rilasciato di prigione, poiché le prove indicano il vero colpevole. L'uomo, in seguito al chiarimento legale, fa amicizia con la vittima, Melanie, e sua figlia Ashley Harper, tanto da essere invitato al matrimonio della ragazza. Un mese dopo il rilascio di Roberts, però, la figlia della donna violentata 16 anni prima, viene trovata violentata e uccisa, cosparsa di candeggina e bruciata, una azione che mira chiaramente a cancellare il DNA. Non ci sono segni di effrazione nella casa e tutte le prove sembrano essere a carico proprio di Roberts, che è di nuovo nel mirino della squadra, decisa a vederci chiaro. Fin ed Amanda si recano quindi a casa del sospettato, che pare cadere dalle nuvole, pur avendo capito che la polizia sospetta ovviamente di lui. L'uomo dice di essere andato in uno strip club con un suo amico, un cuoco ex detenuto, che gli farebbe da alibi, ma Fin non pare convinto della storia. Interrogando l'amico, infatti, viene fuori che i due non sono usciti insieme davvero e che Sean gli ha chiesto solo di dirlo alla polizia. A quel punto le indagini si allargano anche al fidanzato della ragazza, che a quanto pare voleva lasciarla per gelosia, ma successive prove arrivano a carico di Roberts, quando sputa fuori un supertestimone. L'agente Fin Tutuola è in seguito accusato dall'avvocato difensore di aver incastrato Sean Roberts, poiché coinvolto da questi, all'epoca, in una causa civile, e come vendetta per aver offuscato il suo record di arresti, essendo stato l'agente di arresto originale. Il dubbio inizia a nascere anche nella madre Melanie, che non vuole testimoniare una seconda volta contro un possibile innocente. 
- Guest star: Joe Biden (sé stesso - non accreditato), Alexis Collins (Ashley Harper), Henry Thomas (ex detenuto Sean Roberts), Alexis Collins (vittima Ashley Harper), Delaney Williams (avvocato John Buchanan)
- Citazioni: "Abbiamo un imputato già condannato ingiustamente per una testimonianza errata e voi non mi dite che il ragazzo era incerto sull'orario???" (Procuratore Barba, visibilmente alterato).

## L'impostore
- Titolo originale: Imposter
- Diretto da: Jean de Segonzac
- Scritto da: Rick Eid, Gavin Harris

### Trama
L'Unità vittime speciali viene mandata in un hotel di lusso quando una donna di nome Laura Collett assume accidentalmente un'overdose di droga, sostenendo di essere stata violentata da un uomo, Tom Metcalf. Quest'ultimo ha finto di essere il direttore delle ammissioni per la Hudson University, dove Justin, il figlio della donna, sta cercando di entrare. Mentre l'indagine va avanti, i detective scoprono che l'uomo ha ricattato diverse madri che volevano disperatamente mandare i propri figli all'università, ma non potevano permetterselo. Quando Metcalf viene accusato di stupro, il viceprocuratore Barba è costretto a fare un patto con il giudice (che ritiene il caso non idoneo all'azione penale) per ottenere giustizia per le famiglie, ma le cose vanno terribilmente male.
- Guest star: Paula Marshall (Laura Collett), Wallace Langham (Tom Metcalf).
- Citazioni: "Stupro mediante truffa? Purtroppo non esiste nel codice penale" (Procuratore Barba)

## Emozioni amplificate
- Titolo originale: Heightened Emotions
- Diretto da: Alex Chapple
- Scritto da: Julie Martin, Céline C. Robinson

### Trama
Un'atleta determinata con una doppia vita afferma di essere stata violentata dopo essere stata trovata da agenti di polizia ubriaca e sanguinante. L'Unità vittime speciali viene ad aiutare la donna, ma alla fine il caso diventa molto traballante quando l'atleta inizia a mostrare segni di una malattia mentale non diagnosticata. Nel frattempo, la sorella di Rollins, Kim, viene rilasciata di prigione in libertà vigilata, sostenendo di essere completamente cambiata; lei e Amanda cercano di recuperare il loro rapporto, ma Amanda fa fatica a fidarsi di lei.
- Guest star: Lindsay Pulsipher (Kim Rollins), Brit Morgan (Jenna Miller), Charlotte Cabell & Vivian Cabell (Jesse Rollins).

## Stupro interrotto
- Titolo originale: Rape Interrupted
- Diretto da: Michael Pressman
- Scritto da: Julie Martin, Brianna Yellen

### Trama
La tenente Benson indaga su uno stupro il cui principale sospettato è il figlio del suo primo compagno in polizia, Patrick Griffin. Il suo ex compagno le chiede un favore e Benson deve fare una scelta.
- Guest star: Anthony Edwards (Patrick Griffin).

## Una carriera spezzata
- Titolo originale: Broken Rhymes
- Diretto da: Adam Bernstein
- Scritto da: Rick Eid, Jeffrey Baker

### Trama
Un astro nascente del pop viene accusato di un'aggressione ai danni di una transgender, la squadra indaga, ma l'alibi del sospettato risulta essere inaspettato.
- Guest star: C. David Johnson (Mark Carson), Jacqueline Torres (Nina Carson), Will Swenson (Mitch Hampton), Wyclef Jean (Vincent Love), Okieriete Onaodowan (Cash Lewis), Mitchell Edwards (Hype).

## Capitolo successivo
- Titolo originale: Next Chapter
- Diretto da: Fred Berner
- Scritto da: Rick Eid, Gavin Harris

### Trama
Una donna viene aggredita e violentata da un uomo mascherato e crede che l'autore sia Ray Wilson, lo stesso uomo che era andato in prigione per averla perseguitata. Il sospettato oggi è uscito di prigione e lavora come chef in un ristorante, ma pare avere un alibi di ferro, trovandosi nel New Jersey al momento dell'aggressione. Nonostante sia stato trovato un mozzicone di sigaretta sulla scena del crimine, con sopra il suo DNA, pare essere quindi estraneo ai fatti e qualcosa non quadra. La squadra viene anche in contatto con Tom, il poliziotto che, anni prima, aveva aiutato la donna stalkerata. Gli investigatori indagano, ma alla fine il caso diventa estremamente pericoloso. La vita di Carisi viene messa presto in serio pericolo quando lui ed Olivia vanno a casa del principale sospettato e vengono accolti a colpi di arma da fuoco. Nel frattempo, Tucker chiede a Benson di andare in pensione con lui, cosa che la lascia con sentimenti contrastanti. 
- Guest star: Robert John Burke (capitano Ed Tucker).
- Citazioni: "Lo stalker che viene stalkerato, è ironico o solo strano?" (Amanda Rollins)
- Citazioni: " Che cosa c'è? Volete incriminarmi per l'omicidio di Kennedy?" (Ray Wilson)

## Alla ricerca di Theo
- Titolo originale: Chasing Theo
- Diretto da: Jean de Segonzac
- Scritto da: Julie Martin, Robert Brooks Cohen

### Trama
Un bambino scompare durante una festa a casa della madre, la squadra indagando scopre delle novità sconcertanti riguardanti il padre del bambino e non solo. Intanto Olivia Benson ed il capitano Ed Tucker parlano della loro relazione, da colleghi, dopo tanti anni, ormai è nato un sentimento profondo.
- Guest star: Iain Armitage (Theo Lachere), Rachelle Lefevre (Nadine Lachere), Zoe McLellan (dottoressa Fran Conway), Robert John Burke (capitano Ed Tucker).

## Festa di compleanno
- Titolo originale: Decline and Fall
- Diretto da: Jean de Segonzac
- Scritto da: Ed Zuckerman, Robert Brooks Cohen

### Trama
Una barista che lavora per l'affermata società commerciale Avalon conosce Eric, un ragazzo sorridente e simpatico, durante un ricevimento per i soci, che si scopre essere il nipote del proprietario della società, il settantacinquenne Lawrence Hendricks Sr. Dopo aver bevuto un liquore "speciale", che non fa parte della riserva offerta durante l'evento. La mattina dopo la ragazza si ritrova mezza nuda in una camera del palazzo Avalon, ed afferma di essere stata stuprata dopo la festa a casa dell' importante impresario. Olivia Benson ed il suo team indagano sui presenti e intanto dalle analisi vengono fuori delle prove molto chiare, il DNA è legato alla famiglia Hendricks, con ben due persone legate allo stupro, ed in più ci sono tracce nel sangue di Quaalude, una droga usata per stuprare, diffusa però parecchio negli anni settanta, ed oggi molto rara. Questo bizzarro legame col passato potrebbe essere una prova di coinvolgimento per Hendricks. Messi alle strette i due sospetti dicono che i rapporti siano stati consensuali, e la squadra presto capisce che non si tratta nemmeno della prima volta che succedono cose del genere nella cerchia di Hendricks.
- Guest star: Bob Gunton (Lawrence Hendricks Sr.), Sarah Clarke (Cynthia Hendricks), Raphael Sbarge (avvocato Harold Timmons), Ian Nelson (Eric Hendricks).
- Nota: La droga citata nell'episodio, il Quaalude, esiste davvero, ed è una nota droga allucinogena basata sul Metaqualone, che negli anni settanta è stata al centro di diverse indagini dell'FBI perché usata per stuprare le ragazze durante i Rave.
- Citazioni: "Abbiamo un ipotetico stupro avvenuto nella casa di un playboy in età geriatrica, e tutto ciò che la vittima ricorda è un ragazzo sorridente!" (Olivia Benson)
- Citazioni: "Non ci posso credere, rilasciate Eric ed ora arrestate suo nonno!" (Rafael Barba)

## Amore materno
- Titolo originale: Motherly Love
- Diretto da: Mariska Hargitay
- Scritto da: Rick Eid, Julie Martin

### Trama
Tornando a casa della madre, la dottoressa Nicole Keller, una psichiatra e sessuologa, un ragazzo, Luke Keller, la trova a letto con un suo coetaneo di colore, e lei gli dice subito di aiutalo perché sta subendo uno stupro. Luke è quindi costretto a sparare col fucile del padre all'aggressore, senza capire subito che, in realtà, si tratta di Trey, il suo migliore amico. L'amico di Luke muore sul colpo, però il fatto che il ragazzo abbia sparato per evitare lo stupro sembra scagionarlo dalle accuse di omicidio volontario. Il colpo del fucile, infatti, vista la particolare posizione del presunto stupratore, lo ha colpito in piena testa. Durante le indagini qualcosa sembra non quadrare, ed è necessario riesaminare più volte i fatti, perché le testimonianze della madre e del figlio sembrano non combaciare. Durante una perquisizione vengono ritrovate delle foto della madre che apparentemente sta dormendo nuda, con Trey che sorride, anche lui nudo, sopra di lei. La dottoressa Keller si difende dicendo che Trey fosse uno stalker, e che lei lo stava aiutando, essendo una sessuologa, ma l'alibi non regge. Tra gli amici di Luke compare Ethan, un altro ragazzo che dice di avere avuto una relazione sessuale con la dottoressa Keller. La squadra indagando scoprirà che la madre è una bugiarda patologica e nasconde la verità. Con l'aiuto dell'ex-marito i detective riusciranno a smascherarla, ma in tribunale la madre cambia ancora le carte in tavola con nuove bugie pericolose. 
- Guest star: Aaron Sanders (assassino Luke Keller), Sarah Wynter (dottoressa Nicole Keller), Delaney Williams (avvocato John Buchanan).
- Citazioni: "Un ragazzo bianco spara ad uno nero, e quindi deve essere colpa del nero!" (Padre del ragazzo ucciso)
- Citazioni: "Una psichiatra che abusa di due adolescenti e danneggia emotivamente suo figlio, questo è molto più che mentire, è patologico" (Olivia Benson)

## Grandi speranze
- Titolo originale: Great Expectations
- Diretto da: Martha Mitchell
- Scritto da: Kevin Fox, Brendan Feeney

### Trama
Dopo una partita di hockey sul ghiaccio giovanile Jack Wilson, uno dei ragazzi che giocano, fa una manovra sbagliata e fa perdere la propria squadra. Dopo un litigio con un compagno esce per ultimo dagli spogliatoi, ed in seguito si sente male nel parcheggio della società sportiva nello stadio Hudson Sports Complex. Dopo lo svenimento viene quindi portato all'ospedale dove si indaga sui motivi del suo malore, e si scopre che sta male perché è stato sodomizzato con una mazza da hockey negli spogliatoi, apparentemente perché vittima di bullismo. I sospetti e le immagini delle telecamere portano ad incriminare alcuni ragazzini della squadra di hockey sul ghiaccio, che però hanno agito per un motivo ben preciso. I detective indagando arriveranno infatti a scoprire che dietro all'agonismo dei ragazzi ci sono genitori ancor più duri.
- Guest star: Brian Hutchison (Frank Wilson).

## Mai arrendersi
- Titolo originale: No Surrender
- Diretto da: Stephanie A. Marquardt
- Scritto da: Gavin Harris, Kinan Copen

### Trama
Quando il simbolo delle donne nell'esercito, il Capitano Beth Williams, viene aggredita in un parco durante la notte, la SVU è costretta ad indagare senza l'aiuto della vittima, che non vuole apparire debole agli occhi degli altri commilitoni. La squadra inizia ad indagare e scopre che la donna ha l'abitudine di partecipare a degli incontri semi clandestini di combattimenti notturni, e la notte dello stupro era da poco uscita dal locale dove si svolgono questi combattimenti. Le indagini si focalizzano quindi tra i partecipanti e gli spettatori delle lotte notturne, ma la verità potrebbe invece trovarsi altrove. 
- Guest star: Sarah Booth (Capitano Beth Williams)

## Di padre in figlio
- Titolo originale: Genes
- Diretto da: Michael Pressman
- Scritto da: Rick Eid, Céline C. Robinson

### Trama
Una donna viene stuprata prima di entrare in macchina e fa alla squadra una dichiarazione incredibile. L'uomo che l'ha aggredita afferma di averlo commesso per una questione di geni trasmessi dal padre, anche egli stupratore, e che lui è nato per essere uno stupratore. Esiste quindi un vero e proprio gene dello stupratore? Nessuno crede a questa bizzarra teoria, con in prima fila il viceprocuratore Barba. Olivia, turbata da questa notizia, ha paura che suo figlio adottivo Noah possa diventare, da grande, uno stupratore come suo padre, e ne parla col dottor Peter Lindstrom, anch'egli contrario alla teoria che esista il fantomatico "gene dello stupratore". Tre recenti casi di stupro sono legati allo stesso DNA, e si indaga su Sam Dalton, un predatore sessuale. La squadra scopre anche, grazie ad un testimone, che esiste un gruppo di discussione per potenziali stupratori anonimi legato alla preghiera e guidato dal sedicente Richard, un religioso, che è convinto che i suoi protetti abbiano proprio il gene dello stupratore. Tra loro c'è anche il sospetto Sam Dalton. Il fatto che il pastore sia stato ordinato da un sito web, santosalvatore.com, e che come reale lavoro faccia il guardiano in uno strip club, rederebbe il gruppo illegale secondo Barba.   
- Guest star: Bill Irwin (dottor Peter Lindstrom), Michael Torpey (Nick Brown), Emily Shaffer (Jessica Walcott), Greg Germann (consulente legale Derek Strauss).

## Patrimonio netto
- Titolo originale: Net Worth
- Diretto da: Alex Chapple
- Scritto da: Rick Eid, Jeffrey Baker

### Trama
Zoe White, giovane consulente presso la Cromwell una banca d'affari, afferma di essere stata stuprata durante una festa da un suo cliente, il celebre  miliardario newyorkese Eli Colton, detto il Re di Wall Street. L'Unità vittime speciali è chiamata a gestire il delicato caso, ma deve procedere con cautela, poiché l'imputato è estremamente ricco e una mossa sbagliata potrebbe rovinare tutto. La SVU inizia ad indagare sul miliardario, sentendo innanzitutto le venti persone presenti alla festa, che confermano tutte di averli visti divertire insieme. Dal computer di Zoe viene in seguito inviata una email indirizzata al miliardario che conferma che il sesso sia stato consensuale e voluto, ma ovviamente Zoe non ne sa nulla. La squadra in seguito trova una precedente vittima, Kate Tompkins, che era stata violentata anni prima dal miliardario e lo aveva denunciato, ritirando poi le accuse. Il caso, tuttavia, si complica quando vengono offerte diverse tangenti e accordi. Nel frattempo, Fin viene promosso sergente contro la sua volontà.
- Guest star: Missy Peregrym (consulente finanziario Zoe White), Tate Donovan (miliardario Eli Colton), Jordan Bridges (Roger Littrell), Erica Sweany (ex vittima Kate Tompkins), Sulekha Ebelle Tecnico CSU Vega).
- Citazioni: "Quando hai un patrimonio di tre miliardi la serotonina va alle stelle!"  (miliardario Eli Colton)
- Curiosità: l'attore Jordan Bridges ha ricoperto nel 2006 il ruolo da protagonista del procuratore Nick Potter nello spin-off Conviction.

## Nessun segreto
- Titolo originale: Know It All
- Diretto da: Jonathan Herron
- Scritto da: Ed Zuckerman, Kevin Fox

### Trama
L'Unità vittime speciali collabora con altri dipartimenti per indagare su una serie di omicidi con stupro di un serial killer, che ha ucciso tre diverse ragazze con le stesse modalità, tutte nel territorio di New York, approfittando di loro quando sono ubriache fuori dai bar. La stampa ha soprannominato il ricercato con il soprannome di "Strangolatore della Seconda Strada di New York". Durante le indagini se ne scopre una quarta, Jennifer Knowles, eliminata con un modus operandi simile ma non uguale, soprattutto il fatto che non fosse solita bere, come ribadisce la sorella della vittima, Laura Knowles, seppur figlie di un alcolista. La squadra va quindi a trovare il datore di lavoro della ragazza, che era anche legata sentimentalmente ad un celebre imprenditore, David Willard, un uomo che possiede la Attention Inc, un'azienda per il controllo dei dati personali, in cui lavorava anche la vittima. L'uomo è il primo sospettato per lo stupro e la morte della sua ex fidanzata, e la similitudine con gli altri tre casi lo rende il possibile serial killer che tutti stanno cercando. All'improvviso esce fuori però un altro sospettato, Alex Ryan, che pare però slegato dall'ultimo caso, forse potrebbe esserci quindi un emulatore del serial killer, anche se le modalità degli omicidi non sono state rese note al pubblico. Anche la sorella di Jennifer è convinta che il vero colpevole sia invece proprio Willard. Il caso si complica quando Willard minaccia di rivelare i segreti più oscuri di chi lavora al caso, partendo proprio dai membri dell'Unità vittime speciali fino al viceprocuratore distrettuale Barba che sarà costretto ad abbandonare il complesso caso. 
- Guest star: Chris Diamantopoulos (imprenditore David Willard), Megan Murphy (Laura Knowles), Bill Dawes (Alex Ryan).
- Citazioni: "Tutte le vittime erano nude dalla vita in giù, le mani legate da una fune e a tutte è stata rasata una ciocca di capelli del collo" (Amanda Rollins)
- Citazioni:  "Voglio l'informazione alla portata di tutti, la verità rende liberi!" (David Willard)
- Citazioni: "Da quando ti serve un reggiseno, Carisi? Non ci sono più segreti ormai, ogni sito, ogni ricerca che fai, siamo sotto controllo" (Amanda Rollins)

## La redazione
- Titolo originale: The Newsroom
- Diretto da: Jono Oliver
- Scritto da: Warren Leight (soggetto), Julie Martin (soggetto e sceneggiatura), Brianna Yellen (sceneggiatura)

### Trama
Il tenente Olivia Benson è ospite in un programma televisivo come opinionista esperta, poiché sta parlando di un celebre caso mediatico, in cui una attrice tempo prima è stata stuprata dal suo regista, durante una finta scena di sesso cinematografica che si è invece trasformata in una violenza. Visibilmente scossa dal racconto dell'attrice, la conduttrice Heidi Sorenson, rivela di esserci già passata anceh lei, e le sue parole praticamente accusano in diretta il suo datore di lavoro. Indagando sul passato di Harold Coyle la squadra scopre che l'uomo ha diversi trascorsi di molestie nel passato, anche ad altre sue dipendenti, e, nel frattempo, la Heidi viene anche sostituita da un'altra giornalista  alla conduzione del programma, Margery Evans. La donna ed altri colleghi vengono sentiti in merito al caso di violenza, che sarebbe avvenuto il 3 gennaio di quello stesso anno, e diversi redattori raccontano anche che Harold Coyle si è sempre comportato in modo dispotico, umiliando e facendo inginocchiare i dipendenti in diverse occasioni. Nessuno però ha il coraggio di farsi avanti contro il suo capo pubblicamente. Olivia Benson ed il detective Carisi chiedono quindi ai testimoni di farsi avanti anche se rischiano il posto e un contratto di lavoro milionario. Harold Coyle arriva anche a minacciare apertamente William Dodds ed Olivia Benson di essere responsabili della morte di suo figlio Mike, altro caso mediatico molto celebre. Scavando nel passato la squadra trova tantissime ex stagiste e quattro dipendenti abusate anni prima che si fanno avanti, dicendo di essere state ricattate tramite video registrati. I giornalisti televisivi hanno in mano armi potenti, ma manipolare la verità è sempre difficile.
- Guest star: Bonnie Somerville (conduttrice TV Heidi Sorenson), Peyton List (giornalista Margery Evans), Christopher McDonald (editore televisivo Harold Coyle), Mark Moses (giornalista George Thanos), Peter Gallagher (capo dipartimento William Dodds).
- Citazioni: "Lo stupro di cui Coyle viene accusato è parte di un modello comportamentale consolidato" (vice procuratore Barba)
- Citazioni: "Non importa se è vero o no, l'importante è ciò che riesci a far credere alla gente" (Harold Coyle)

## Vere notizie false
- Titolo originale: Real Fake News
- Diretto da: Martha Mitchell
- Scritto da: Ed Zuckerman

### Trama
All'Unità vittime speciali viene chiesto dal deputato Luke Bolton, un rappresentante governativo degli Stati Uniti, di sfatare le voci di violenza sessuale contro di lui, per le presunte voci che lo vede legato alla prostituzione minorile, con ragazzine legate in un seminterrato di un ristorante cinese di copertura. La squadra si reca quindi al ristorante Coral Dragon, dove, però, arriva contemporaneamente un esaltato munito di fucile che ha letto la falsa notizia su Internet e vuole fare giustizia. Sul web stanno infatti circolando decine di storie fasulle riguardanti questo ristorante, grazie alla fake news messa in rete da una testata scandalistica, il portale The Endless Truth.com, dove Ronald Duca, da una semplice casa privata senza alcun ufficio ed impiegato, riesce a gestire un enorme giro di notizie scandalistiche, grazie a foto rubate, mail hackerate e presunti riferimenti al mondo dei pedofili. Il semplice caso di fake news prende una svolta sorprendente quando vengono portati a galla segreti molto più deplorevoli. Tra i tanti lettori del sito, infatti, qualcuno riesce a trovare un vero sito per pedofili, e le indagini della squadra si sposta verso quel sito, dove però appare nuovamente il nome del deputato Luke Bolton. Secondo la SVU non può essere una combinazione, e nel computer del deputato vengono trovate centinaia di prove, con mail, video ed ordinazioni di prostitute minorenni, portandolo al processo. Le cose alla fine diventano estremamente personali quando Olivia Benson ed Amanda Rollins vengono prese di mira dal sito di notizie di dubbia validità, con le foto di loro e dei loro figli, che diffonde false voci sulla natura delle loro famiglie. Entrambe le detective si infuriano e si arrabbiano, giurando di fermare il sito web e l'uomo che lo gestisce.
- Guest star: James Waterston (rappresentante degli Stati Uniti Luke Bolton), Stephen Park (ristoratore Eugene Lee), Charlotte Cabell & Vivian Cabell (Jesse Rollins).
- Curiosità: James Waterston è figlio dell'attore Sam Waterston, protagonista della serie madre, ed ha spesso partecipato come guest star alla saga.
- Citazioni: "A quanto pare, secondo Internet, sono cliente di alcune prostitute minorenni che fanno capo ad un ristorante cinese, il Coral Dragon!" (deputato Luke Bolton)
- Citazioni: "Allora ci dica signor Lee, dove tiene le schiave del sesso? Nel seminterrato?" (detective Fin Tutuola)
- Citazioni: "Chiunque si rappresenti da solo ha un idiota come cliente" (detective Sonny Carisi)

## Stregata
- Titolo originale: Spellbound
- Diretto da: Jean de Segonzac
- Scritto da: Gavin Harris, Kinan Copen

### Trama
Una giovane coppia si reca ad un incontro esoterico per scoprire i misteri dell'inconscio, dove si usano delle droghe leggere peruviane per raggiungere l'intero potenziale del cervello e l'illuminazione spirituale dove, però, qualcosa va storto. Abby, la ragazza della coppia, rifiuta la droga leggera, chiamata Ayahuasca, ma viene violentata  nella sala della meditazione, in una vasca che lei ritiene piena con una altra droga segreta. Il guaritore spirituale che organizza gli incontri, Declan Trask, viene accusato quindi di stupro, nonostante lui affermi che il sesso c'è stato, e non solo con Abby, anzi, tutte le donne del suo gruppo spirituale erano consenzienti, dopo aver assunto il "the magico" di propria volontà. Successivi esami medici smentiscono però che nel corpo della ragazza ci siano tracce di Ayahuasca o di altre droghe. Amanda obietta che molte tracce di droghe da stupro spesso facciano sparire le proprie tracce dopo poche ore, e nel frattempo viene fuori una precedente vittima Rachel, anche lei senza tracce di droghe in corpo.che aveva denunciato Declan Trask. Rachel oggi è morta per tumore al pancreas, ma ha lasciato una video testimonianza contro il sedicente guaritore. La squadra, visionando il video e con l'aiuto del viceprocuratore distrettuale Barba, riesce infine a capire quale sia l'insospettabile verità. Barba pensa che sia stata usata la Programmazione Neurolinguistica, ovvero una variante forte della comune ipnosi.
- Guest star: Elizabeth Marvel (avvocatessa Rita Calhoun), Kristen Hager (vittima Abby Clarke), Stuart Townsend (santone Declan Trask).
- Curiosità: l'attrice Kristen Hager ha interpretato la dottoressa Stevie Hammer, un personaggio del cast principale della serie Chicago Med, sempre prodotta dal gruppo Wolf Film di Dick Wolf, creatore del franchise di Law & Order.
- Citazioni: "Lei trova immorale che un uomo che per lavoro droga la gente possa drogare una ragazza?" (detective Sonny Carisi)

## La conversione
- Titolo originale: Conversion
- Diretto da: Alex Chapple
- Scritto da: Kevin Fox, Brendan Feeney

### Trama
Un gruppo ecclesiastico dell'Indiana si reca a New York e riferisce all'Unità vittime speciali che uno dei loro membri è stato violentato da un altro membro. Quando lo stupratore viene trovato, afferma che è stato un rapporto purificatore per curare la ragazza dalla sua omosessualità e che le stava salvando l'anima. Gli investigatori indagano e devono decidere se lo stupratore è sincero nelle sue convinzioni o se è successo qualcos'altro che lo ha indotto ad attaccare la vittima. Finiscono per scoprire che lo stupratore nasconde un segreto.
- Guest star: Alexander Hodge (Trent Dillion), Casey Cott (Lucas Hull).

## Il sogno americano
- Titolo originale: American Dream
- Diretto da: Jean de Segonzac
- Scritto da: Rick Eid, Julie Martin

### Trama
Un crimine d'odio estremamente brutale viene commesso contro una famiglia musulmana proprietaria di un ristorante, provocando due morti. Gli investigatori indagano, ma le cose diventano estremamente complicate quando un testimone cruciale viene improvvisamente e inaspettatamente deportato nel suo paese. Ciò costringe Barba a ritirare le accuse, provocando estrema tensione, rabbia e violenza tra le comunità sui lati opposti del caso.
- Guest star: Poorna Jagannathan (Maya Samra), Kirk Acevedo (detective Ray Lopez), Peter Gallagher (William Dodds), Melanie Chandra (Lela Samra).
- Questo episodio è la prima parte di una storia in due puntate che si conclude con Il santuario, l'episodio successivo.

## Il santuario
- Titolo originale: Sanctuary
- Diretto da: Michael Pressman
- Scritto da: Julie Martin, Rick Eid

### Trama
L'Unità vittime speciali continua a indagare sui crimini d'odio contro la famiglia musulmana che è stata brutalmente aggredita nel loro ristorante. Poiché il viceprocuratore distrettuale Barba ha ritirato le accuse contro Hector Ramirez, le proteste si fanno più aspre perché la gente e le famiglie vogliono giustizia. Il caso diventa complesso perché Ramirez viene preso in ostaggio da due musulmani e in sede di processo va a finire per il verso peggiore.
Realizzando che la situazione è andata oltre, Olivia arresta la moglie di Hector per aver mentito ripetutamente solo per coprirlo sapendo benissimo la verità e la minaccia di denunciarla all'immigrazione essendo nel paese illegalmente e di far affidare le figlie ai servizi sociali se non dirà la verità. La donna rifiuta e la sfida credendo che Olivia non lo farà. Olivia forzata chiama l'immigrazione e denuncia la donna ai federali per la sua mancanza di collaborazione in un'indagine di polizia. 
La moglie di Hector, realizzando che Olivia non sta scherzando, cede e rivela la complicità di Hector sull'accaduto e Olivia soddisfatta ritira la denuncia ringraziando la moglie di Hector. L'uomo, capendo di non aver via d'uscita, cede e rivela che lui non voleva niente di tutto ciò poiché voleva solo i soldi dei ristoratori, ma non aveva previsto che i suoi complici fossero dei razzisti che avrebbero violentato le figlie e ucciso una delle due ragazze e il padre e che aveva cercato di fermarli, ma questi lo avevano costretto a farsi da parte e rivela i nomi dei due stupratori assassini. I due criminali vengono arrestati, ma Hector dopo aver testimoniato viene ucciso da uno degli amici dei razzisti. 
Con la perdita dell'unico testimone rimasto, la moglie del ristoratore mente in tribunale pur di mandare in galera i due criminali, tuttavia Olivia è costretta a dire una mezza verità in aula per non finire nei guai; Olivia non vuole mentire, ma ciò rischia di invalidare la testimonianza della donna che disperata l'accusa in lacrime di non avere a cuore la loro famiglia poiché aveva promesso di aiutarli. La moglie di uno dei due criminali, vedendo la scena e capendo che il marito è davvero un mostro, rivela di aver sempre saputo cosa aveva fatto e di non aver detto la verità, in quanto anche lei vittima del marito violento che l'aveva sempre picchiata, ma nonostante avesse chiamato la polizia più volte aveva sempre ritirato le denunce per paura, ma Olivia la incoraggia a dire la verità per il bene di suo figlio e per se stessa. La moglie del criminale rivela tutto in tribunale facendo così finire in galera i due criminali. 
- Guest star: Gil Perez-Abraham (Hector Ramirez), Poorna Jagannathan (Maya Samra), Kirk Acevedo (detective Ray Lopez), Peter Gallagher (William Dodds), Melanie Chandra (Lela Samra)

- Questo episodio è la seconda parte di una storia in due puntate che inizia con Il sogno americano, l'episodio precedente.